# Bindlach
Bindlach là một đô thị ở huyện Bayreuth ở Upper Franconia bang Bayern nước Đức. Đô thị Bindlach có diện tích 37,6 km², dân số thời điểm ngày 31 tháng 12 năm 2006 là 7197 người. Thị xã nằm ngay phía bắc Bayreuth.